# ماري هارني
ماري هارني (بالإنجليزية: Mary Harney)‏ (و. 1953 – م) هي سياسية من جمهورية أيرلندا، هي عضوة في حزب الديمقراطيين التقدميين.

## التعليم
تعلمت في كلية الثالوث (دبلن).